# サンゴアブラギリ
サンゴアブラギリ（別名　トックリアブラギリ、学名：Jatropha podagrica）はトウダイグサ科ナンヨウアブラギリ属の落葉小低木。
和名のサンゴアブラギリは、赤い花や花軸の様子が宝石サンゴに、掌状の葉が桐の葉にそれぞれ似ることに由来する。
参考文献に記した多くの図鑑で和名サンゴアブラギリとされるが、YListではトックリアブラギリ（別名サンゴアブラギリ）としている。本項における種名の表記は前者に従う。

## 特徴
高さ30–80 cm。幹は多肉質で、徳利状に丸くふくらみ、表面に鋭い小さなトゲがある。葉柄は盾状につき、葉身は非常に厚く、長さ12–25 cmで掌状に3～5裂、アオギリの葉形にも似る。冬には落葉する。花は朱～赤色で花弁は5枚、雄花と雌花があり、雄花と雌花の開花時期には数日のずれがある。春～秋に開花。果実は径1–1.5 cmほどで、熟すると黒褐色に変化し、弾けて種子を飛ばす。植物体全体が有毒で、特に種子は毒性が高いとされる。

## 分布と生育環境
メキシコ～中米、西インド諸島原産。

## 利用
冬越しに最低気温10℃以上を要するとも、15℃以上が望ましいともされ、これ以下になる地域では温室内で栽培される。冬季は水やり不要。暖地では庭植え、鉢植えで鑑賞。繁殖は挿し木や実生による。

## ギャラリー
咲くやこの花館（大阪市鶴見区）にて撮影
- 花
- 温室内への植栽

沖縄県石垣市内にて撮影
- 雌花
- 雄花
- 若い果実
- 葉
- 花壇への植栽